# Adeyemi Afolayan
Adeyemi Afolayan, más conocido como Ade Love (Estado de Kwara, 1940 - 1996) fue un actor y cineasta nigeriano, hermano de la actriz Toyin Afolayan y padre de los actores Kunle, Tayo, Gabriel, Moji y Aremu Afolayan.

## Biografía
En 1966, Afolayan se unió al reparto del grupo teatral de Moses Olaiya. En 1971 estableció su propio grupo con el que realizó numerosos montajes de comedia. En 1976 apareció en la película de Ola Balogun Ajani Ogun y tres años más tarde produjo y protagonizó el filme Ija Ominira, también bajo la dirección de Balogun. Kadara fue la primera película que escribió, produjo y protagonizó. La obra fue exhibida1 en el noveno Festival de Cine de Tashkent. Afolayan produjo y protagonizó otras obras como Ija Orogun, Taxi Driver e Iya ni Wura.
Afolayan falleció en 1996.